# Drexel Hill
Drexel Hill est une census-designated place située dans le comté de Delaware, dans le Commonwealth de Pennsylvanie, aux États-Unis. Sa population s’élevait à 28 043 habitants lors du recensement de 2010.

## Source
- (en) Cet article est partiellement ou en totalité issu de l’article de Wikipédia en anglais intitulé « Drexel Hill, Pennsylvania » (voir la liste des auteurs).

1. ↑  (en) « Census of Population and Housing » [archive], Bureau du recensement des États-Unis (consulté le 10 janvier 2020)